# Federico Carbonetti
Federico Carbonetti (Monte San Giusto, 21 giugno 1854 – Faenza, 21 novembre 1916) è stato un cantante lirico italiano, fu un acclamato interprete di opere buffe o gioiose ed efficace caratterista in parti secondarie di drammi seri.

## Biografia
Nacque da Giovanni e da Giuseppina Reali. Non si hanno notizie circa i suoi studi e la sua preparazione musicale, ma resta il fatto che nel 1876 esordì in teatro come baritono, passando poi al ruolo di basso buffo, più adatto alla tessitura della sua voce e alle sue doti interpretative. Nel 1880, al «Teatro Bellini» di Napoli, interpretò la parte di "Trivella" ne "Le donne curiose", un'opera buffa tratta dall'omonima commedia di Carlo Goldoni dal librettista Angelo Zanardini e musicata alcuni anni addietro dal parmense Emilio Usiglio in uno stile brioso a metà strada tra Rossini e l'operetta. Iniziò così per lui una serie di successi che accompagnarono ogni sua partecipazione a quest'opera che egli replicò innumerevoli volte nel corso della sua carriera.
 Per quanto riguarda il resto del suo repertorio, che era abbastanza ampio, non è facile seguire le sue vertiginose peregrinazioni teatrali dato che, sentendosi versato in un particolare tipo di opera requentava volentieri i palcoscenici di provincia o quelli minori delle grandi città.
Tuttavia sappiamo che il 7 maggio 1880, presso la «Società filarmonica di Napoli» interpretò la parte di “Grilloncello” nell'operetta “Il Menestrello” di Lorenzo Filiasi;  nel dicembre dello stesso anno, al «Teatro Eretenio» di Vicenza inaugurò la stagione 1881-1882 con il suo “cavallo di battaglia” “Le Donne curiose” ma, il 15 gennaio 1881, era già tornato alla «Società filarmonica» di Napoli, per una parte nell’opera buffa in tre atti “Napoli di carnevale” di Nicola De Giosa. Si esibì poi al «Teatro Andreani» di Mantova e al «Teatro Garibaldi» di Padova, riscuotendo in entrambi un clamoroso successo con “Le donne curiose”, uno spettacolo ormai indissolubilmente legato al suo nome. Fu poi al «Teatro Tosi Borghi»" di Ferrara e di nuovo a Padova per la prima rappresentazione del melodramma giocoso "Il ritorno di Columella agli studi di Padova" di Vincenzo Fioravanti. Passò poi al «Teatro Bellini» di Napoli per una replica di "Napoli di carnevale", ma questa volta si lasciò andare a certe libertà che la critica già benevola nei suoi confronti non esitò a sottolineare severamente. Il 15 novembre 1884 fu al «Teatro Niccolini» di Firenze ne "Il Bacio al portatore" di Tommaso Montefiore, apparendo poi a Padova, a Roma («Teatro Apollo») e Genova («Teatro Paganini»). In pratica la sua attività non conosceva soste; dopo una rappresentazione di "Papà Martin" di Antonio Cagnoni al «Teatro Goldoni»  di Venezia il l9 maggio 1887, fu ad Alessandria, Lugo di Romagna e Codogno. Successivamente fu al «Teatro Brunetti» di Bologna e il 9 maggio 1890 partecipò all'inaugurazione del «Teatro dei Filodrammatici» di Milano.
 Frattanto, dopo tanti teatri minori e opere divertenti ma leggere, si era avvicinato sia pure come caratterista, anche a un repertorio più serio e compiutamente artistico, rappresentato in grandi teatri, a fianco di famosi cantanti come Enrico Caruso e Gemma Bellincioni, sotto la bacchetta di celebri direttori come Leopoldo Mugnone e Arturo Toscanini.

### Repertorio aggiuntivo e ruoli
- "Il barbiere di Siviglia", dramma giocoso di Gioacchino Rossini

17 novembre 1885, «Teatro Costanzi», Roma, dir. Alessandro Pomé - ruolo: Don Bartolo;

8 aprile 1894, «Teatro La Fenice», Venezia, dir. Pier Adolfo Tirindelli - ruoli: Fiorello/ uffiziale/ Ambrogio;

15 aprile 1908, «Teatro Costanzi», Roma, dir. Leopoldo Mugnone - ruolo: Don Bartolo;
- "Il patto di nozze", melodramma semi-serio di Giuseppe Brocchi, dir. Giuseppe Brocchi,

18 maggio 1885, «Teatro Gerbino», Torino  - ruolo: Coraldino;
- "Linda di Chamounix", melodramma semi-serio di Gaetano Donizetti, dir. Giovanni Bolzoni,

1 dicembre 1885, «Teatro Comunale», Bologna - ruolo: Boisfleury;
- "Crispino e la comare", melodramma gioioso dei fratelli Ricci, dir. Napoleone Maserole - ruolo: Crispino;
- "Fra Diavolo", opera comico-romantica di Daniel Auber, dir. Napoleone Maserole, «Teatro Solis», Montevideo - ruolo: Crispino;
- "I maestri cantori di Norimberga" di Richard Wagner, dir. Franco Faccio,

26 dicembre 1889, «Teatro alla Scala», Milano - ruolo: Sixtus Beckmesser; 

26 dicembre 1907, «Teatro alla Scala», Milano, dir. Leopoldo Mugnone- ruolo: Hans Schwartz; 
- "La Bohème" di Giacomo Puccini, dir. Arturo Toscanini,

4 novembre 1896, «Teatro Comunale, Bologna - ruoli: Benoit/Alcindoro, dir. Alessandro Pomè;

29 dicembre 1903, «Teatro Regio», Parma, ruolo: Schaunard;
- "La forza del destino" melodramma di Giuseppe Verdi, dir. Alessandro Pomé,

29 gennaio 1904, «Teatro Regio, Parma - ruolo: Fra Melitone;
- "L'elisir d'amore" melodramma giocoso di Gaetano Donizetti dir. Léon Jehin,

«Salle Garnier du Théâtre du Casino Opera» di Monte Carlo - ruolo: Dulcamara;
- "Sperduti nel buio" dramma per musica di Stefano Donaudy, dir. Leopoldo Mugnone/Tullio Serafin,

27 aprile 1907, «Teatro Massimo» di Palermo - ruolo: Franz Cardillo;
- Don Procopio, opera buffa di Georges Bizet, dir. Leopoldo Mugnone,

19 aprile 1908, «Teatro Costanzi» - ruolo: Don Procopio;
- "Tosca" melodramma di Giacomo Puccini, dir. Teofilo de Angelis,

30 aprile 1908, «Teatro Costanzi» - ruolo: il Sagrestano.
- "Don Pasquale" dramma buffo di Gaetano Donizetti, dir. Teofilo de Angelis,

20 aprile 1912, «Teatro Costanzi» - ruolo: Don Pasquale;

### Annotazioni
1. ↑  Il critico de "Il Teatro illustrato" così raccontò l'evento: «...ma gli onori della serata toccarono principalmente a Carbonetti, Trivella, per lui fu una serie continua di applausi e d'ilarità e davvero l'Usiglio non poteva trovare un migliore interprete di quel personaggio comicamente bizzarro. All'atto terzo, quando il Trivella comparve vestito da donna, il Carbonetti sollevò a tumulto il teatro: il suo canto, le sue moine, i suoi vezzi di fanciulla ingenua condussero il pubblico fino all'entusiasmo...»

### Fonti
1. 1 2 3 4 5 6   Alessandra Ascarelli, Federico Carbonetti, in Dizionario biografico degli italiani, XIX, Roma, Istituto dell'Enciclopedia Italiana, 1976. URL consultato il 10 aprile 2024.
2. ↑   Federico Carbonetti, su Almanacco di Casaglia. URL consultato il 23 aprile 2024.
3. ↑   Eugenio Gara, Carteggi Pucciniani, Milano, Ricordi, 1958,  p. 86.
«...in questo ruolo fu un Beckmesser di notevole rilievo...»
4. ↑  Gara 1958.
«...nella parte del sacrestano fu particolarmente apprezzato da Giacomo Puccini...»